# Vladimir Vujasinović
Vladimir Vujasinović (in serbo Владимир Вујасиновић?; Fiume, 14 agosto 1973) è un ex pallanuotista e allenatore di pallanuoto serbo, vincitore di due medaglie di bronzo a Sydney 2000 e Pechino 2008, e di una medaglia d'argento ad Atene 2004. Il 1º luglio 2019 diventa l'allenatore del Novi Beograd, carica che lascia il 24 gennaio 2022 dopo due anni e mezzo alla guida del club serbo. Nel 2009 ha giocato nel campionato estivo brasiliano con il Fluminense, mentre nel 2007 e nel 2010 ha giocato con Neptunes e Sirens nel campionato estivo maltese. Dal 2022 è allenatore del Vouliagmeni.

## Palmarès

### Giocatore

#### Trofei nazionali
- Campionato serbo-montenegrino: 2

Stella Rossa: 1992, 1993
- Campionato spagnolo: 3

Barcellona: 1995, 1996, 1997
- Copa del Rey: 2

Barcellona: 1995, 1996
- Campionato italiano: 5

Roma: 1998-1999
Pro Recco: 2002, 2006, 2007, 2008
- Coppe Italia: 3

Pro Recco: 2006, 2007, 2008
- Campionato serbo: 4

Partizan: 2009, 2010, 2011, 2012
- Coppa di Serbia: 4

Partizan: 2008-09, 2009-10, 2010-11, 2011-12
- Campionato Maltese: 2

Neptunes: 2007
Sirens: 2010
- Campionato Brasiliano: 1

Fluminense: 2009

#### Trofei internazionali
- Coppe LEN: 2

Barcellona: 1994-95
Partizan: 1997-98
- LEN Champions League: 4

Pro Recco: 2003, 2007, 2008
Partizan: 2010-2011
- Supercoppa LEN: 3

Pro Recco: 2003, 2007
Partizan: 2011
- Euro Interliga: 2

Partizan: 2010, 2011
- Tom Hoad Cup: 1

Partizan: 2011

### Allenatore

#### Trofei nazionali
- Campionato serbo: 3

Partizan: 2014-15, 2015-16
Novi Beograd: 2021-22
- Coppa di Serbia: 1

Partizan: 2015-16
- Campionato italiano: 2

Pro Recco: 2017, 2018
- Coppe Italia: 2

Pro Recco: 2017, 2018
- Lega Adriatica: 1

Novi Beograd: 2021-22